# Hardeknoet
Hardeknoet (Engels: Harthacanute, ook Hardicanute of Hardecanute; Deens Hardeknud) (Noorwegen of Normandië, 1018/1019 – Lambeth, 8 juni 1042) was koning van Engeland van 1040 tot 1042 en als Knoet III koning van Denemarken van 1035 tot 1042.
Hij was de enige zoon van Knoet de Grote en Emma van Normandië. In 1035 volgde hij zijn vader op als koning van Denemarken (1035-1042) en hij was ook de wettige erfgenaam van de Engelse troon, maar kon die op dat moment niet opeisen. Zijn onwettige halfbroer Harold deed dat wel en werd in 1037 uitgeroepen tot koning Harold I (Hazenvoet).
Hardeknoet zette een expeditie op touw om zijn recht op te eisen. Zijn broer Harold stierf echter voor hij aankwam. Hierop werd Hardeknoet op 18 juli 1040 in de kathedraal van Canterbury tot koning uitgeroepen. Hij liet het lijk van zijn broer opgraven, onthoofden en in een moeras werpen.
Zijn regeerperiode was kort en weinig succesvol, mede omdat hij zware belastingen oplegde. Hij was niet getrouwd en had geen kinderen. Hij nodigde zijn halfbroer Eduard de Belijder, een zoon van Emma uit haar eerste huwelijk met Ethelred, uit om de macht te delen en zijn opvolger te worden. Hij overleed in 1042 aan de gevolgen van een drankgelag en werd begraven in Winchester. Eduard volgde hem op, waarmee voor korte tijd de macht van de Saksische vorsten werd hersteld.

## Voorouders
| Voorouders van Hardeknoet | Voorouders van Hardeknoet                                      | Voorouders van Hardeknoet                                      | Voorouders van Hardeknoet                                      | Voorouders van Hardeknoet                                      | Voorouders van Hardeknoet                                            | Voorouders van Hardeknoet                                            | Voorouders van Hardeknoet                                            | Voorouders van Hardeknoet                                            |
| ------------------------- | -------------------------------------------------------------- | -------------------------------------------------------------- | -------------------------------------------------------------- | -------------------------------------------------------------- | -------------------------------------------------------------------- | -------------------------------------------------------------------- | -------------------------------------------------------------------- | -------------------------------------------------------------------- |
| Overgrootouders           | Harald I van Denemarken (930-986) ∞ ? (–)                      | Harald I van Denemarken (930-986) ∞ ? (–)                      | Mieszko I van Polen (935-992) ∞ Dubravka van Bohemen (931–977) | Mieszko I van Polen (935-992) ∞ Dubravka van Bohemen (931–977) | Willem I van Normandië (907-942) ∞ Sprota (–)                        | Willem I van Normandië (907-942) ∞ Sprota (–)                        | ? (-) ∞ ? (–)                                                        | ? (-) ∞ ? (–)                                                        |
| Grootouders               | Sven Gaffelbaard (965–1014) ∞ Świętosława van Polen (970-1014) | Sven Gaffelbaard (965–1014) ∞ Świętosława van Polen (970-1014) | Sven Gaffelbaard (965–1014) ∞ Świętosława van Polen (970-1014) | Sven Gaffelbaard (965–1014) ∞ Świętosława van Polen (970-1014) | Richard I van Normandië (933-969) ∞ Gunnora van Normandië (950–1031) | Richard I van Normandië (933-969) ∞ Gunnora van Normandië (950–1031) | Richard I van Normandië (933-969) ∞ Gunnora van Normandië (950–1031) | Richard I van Normandië (933-969) ∞ Gunnora van Normandië (950–1031) |
| Ouders                    | Knoet de Grote (994-1035) ∞ Emma van Normandië (985-1052)      | Knoet de Grote (994-1035) ∞ Emma van Normandië (985-1052)      | Knoet de Grote (994-1035) ∞ Emma van Normandië (985-1052)      | Knoet de Grote (994-1035) ∞ Emma van Normandië (985-1052)      | Knoet de Grote (994-1035) ∞ Emma van Normandië (985-1052)            | Knoet de Grote (994-1035) ∞ Emma van Normandië (985-1052)            | Knoet de Grote (994-1035) ∞ Emma van Normandië (985-1052)            | Knoet de Grote (994-1035) ∞ Emma van Normandië (985-1052)            |
| Hardeknoet (1018-1042)    |                                                                |                                                                |                                                                |                                                                |                                                                      |                                                                      |                                                                      |                                                                      |

Gorm · Harald I · Sven I · Harald II · Knoet II · Knoet III · Magnus I · Sven II · Harald III · Knoet IV · Olaf I · Erik I · Niels · Erik II · Erik III · Sven III · Knoet V · Waldemar I · Knoet VI · Waldemar II · Erik IV · Abel · Christoffel I · Erik V · Erik VI · Christoffel II · Waldemar III · Christoffel II · Waldemar IV · Olaf II · Margaretha I · Erik VII · Christoffel III · Christiaan I · Johan · Christiaan II · Frederik I · Christiaan III · Frederik II · Christiaan IV · Frederik III · Christiaan V · Frederik IV · Christiaan VI · Frederik V · Christiaan VII · Frederik VI · Christiaan VIII · Frederik VII · Christiaan IX · Frederik VIII · Christiaan X · Frederik IX · Margrethe II · Frederik X
- Gemeinsame Normdatei: 1013332903
- International Standard Name Identifier: 0000 0001 2137 0842
- Library of Congress Control Number: nb2008006857
- Virtual International Authority File: 66001922
- WorldCat: E39PBJyMjHWXjBymcF4xyrCfbd